# Tracy Scoggins
Tracy Dawn Scoggins (ur. 13 listopada 1953 w Dickinson) – amerykańska aktorka i producentka telewizyjna i filmowa, modelka.

## Życiorys

### Wczesne lata
Urodziła się w Dickinson w stanie Teksas jako najmłodsze dziecko pary prawników – Lou Cille (z domu Crump) Scoggins i Johna Scotta Scogginsa. Kiedy miała trzy lata, magazyn „Galveston Daily News” zrobił felieton o najmłodszych obywatelach, którzy kiedykolwiek ubiegali się i otrzymali kartę biblioteczną.. W latach licealnych była uzdolnioną sportsmenką, świetną w licznych grach sportowych, zwłaszcza w gimnastyce i skokach do wody. Po ukończeniu Dickinson High School, w wieku szesnastu lat studiowała komunikację i fizykę na Southwest Texas State University w San Marcos w stanie Teksas, gdzie prawie zakwalifikowała się do zespołu skoków do wody na igrzyska olimpijskie 1980.

### Kariera
Rozpoczęła krótką karierę modelki (173 cm wzrostu) dla prestiżowej Elite Modeling Agency, z którą współpracowała przez rok, zanim pojawiła się na wybiegach w Europie, we Włoszech, Niemczech i Francji. 
Po powrocie do Stanów Zjednoczonych poznawała tajniki sztuki aktorskiej w elitarnym nowojorskim Herbert Berghoff Studio i Wynn Hanmann Studio. Następnie przeniosła się do Hollywood, gdzie zapoczątkowała swoją karierę na małym ekranie w serialu CBS Diukowie Hazzardu (The Dukes of Hazzard, 1980), dramacie telewizyjnym NBC Twirl (1980) z Heather Locklear oraz serialach: detektywistycznym NBC Remington Steele (1983) z Pierce’em Brosnanem, operze mydlanej CBS Dallas (1983), NBC Drużyna A (The A-Team, 1983) z Mr. T, ABC Renegaci (Renegades, 1983) z Patrickiem Swayze, ABC T.J. Hooker (1984) z Heather Locklear, CBS Mike Hammer (1984) i operze mydlanej ABC Hotel (1987). Na dużym ekranie wystąpiła po raz pierwszy w dramacie sensacyjnym Davida Fishera Żołnierzyki (Toy Soldiers, 1984) u boku Tima Robbinsa.
Międzynarodową popularność zawdzięcza roli Moniki Colby, córki Jasona (Charlton Heston) i Sable (Stephanie Beacham) w ostatnich odcinkach opery mydlanej ABC Dynastia (Dynasty, 1985, 1989) i spin–off Dynastia Colbych (The Colbys, 1985-87). 
Zagrała potem w serialach: Renegat (Renegade, 1992) z Lorenzo Lamasem, Nowe przygody Supermana (Lois & Clark: New Adventures of Superman, 1993-94) jako Catherine 'Cat' Grant, rozwiedziona felietonistka Codziennej Planety z Deanem Cainem i Teri Hatcher, Star Trek: Stacja kosmiczna (Star Trek: Deep Space Nine, 1995) w roli inżynier Gilori Rejal, sitcomie CBS Cybill (1995), Lonesome Dove: Lata bezprawia (Lonesome Dove: The Outlaw Years, 1995-96) jako Amanda Carpenter, sequelach Warner Bros. – Dallas: J.R. powraca (Dallas: J.R. Returns, 1996) i Dallas: Wojna Ewingów (Dallas: War of the Ewings,  1998), Nieśmiertelny (Highlander, 1996-97), Babilon 5 (Babylon 5, 1998) i spin–off Krucjata (Crusade, 1999) jako kapitan Elizabeth Lochley oraz serialu grozy GLBT Hotel Dante (Dante's Cove, 2005-07) w roli Grace.
W 1981 roku poznała Johny’ego Connelly’ego, za którego 8 lipca 1982 roku wyszła za mąż. Jednak w roku 1988 doszło do rozwodu. Spotykała się z aktorem Jasonem Gedrickiem (1988).

## Filmografia

### Filmy fabularne
- 1980: Twirl (TV) jako Cindy Ryan
- 1982: Renegaci (The Renegades, TV) jako Tracy
- 1984: Żołnierzyki (Toy Soldiers) jako Monique
- 1984: Hawaiian Heat (TV) jako Irene Gorley
- 1988: Niebezpieczne towarzystwo (In Dangerous Company ) jako Evelyn
- 1993: Nieproszony gość (Alien Intruder, wideo) jako Ariel
- 1995: Jake Lassiter: Justice on the Bayou (TV) jako Melanie Corrigan
- 1996: Dallas: J.R. powraca (Dallas: J.R. Returns, TV) jako Anita Smithfield
- 1998: Dallas: wojna Ewingów (Dallas: War of the Ewings, TV) jako Anita Smithfield
- 2005: Gwiazda popu (Popstar) jako Judy McQueen
- 2005: Zadanie specjalne  (The Cutter) jako Alena

### Seriale TV
- 1981: Diukowie Hazzardu (The Dukes of Hazzard) jako Linda Mae Barnes
- 1982: Połączenie Devlin (The Devlin Connection) jako Sylvia March
- 1982: Upadły facet (The Fall Guy) jako June
- 1983: Detektyw Remington Steele (Remington Steele) jako Chrissie Carstairs
- 1983: Renegaci (Renegades) jako Tracy
- 1983: Drużyna A (The A-Team) jako Shana Mayer / Elly Payne
- 1983: The Optimist jako lady Golfer
- 1983: Dallas jako Dianne Kelly
- 1983: Hardcastle i McCormick (Hardcastle and McCormick) jako Crystal Dawn
- 1984: T.J. Hooker jako Jill Newmark
- 1984: Mike Hammer jako Claire
- 1985: Dynastia (Dynasty) jako Monica Colby
- 1985–87: Dynastia Colbych (The Colbys) jako Monica Colby
- 1987: Hotel jako Dana March
- 1989: Dynastia (Dynasty) jako Monica Colby
- 1993–94: Nowe przygody Supermana (Lois & Clark: New Adventures of Superman) jako Catherine 'Cat' Grant
- 1992: Renegat (Renegade) jako Jeanette
- 1993: Doogie Howser, lekarz medycyny (Doogie Howser, M.D.) jako Kelly Phillips
- 1995: Star Trek: Stacja kosmiczna (Star Trek: Deep Space Nine) jako inżynier Gilora Rejal
- 1996: Cybill jako Invinci-Girl
- 1995–96: Lonesome Dove: Lata bezprawia (Lonesome Dove: The Outlaw Years) jako Amanda Carpenter
- 1996–97:  Nieśmiertelny (Highlander) jako Cassandra
- 1997: Mike Hammer, Private Eye jako Beth Reynolds
- 1998: Babilon 5 (Babylon 5) jako kpt. Elizabeth Lochley
- 1999: Krucjata (Crusade) jako kapitan Elizabeth Lochley
- 2005–2007: Hotel Dante (Dante's Cove) jako Grace
- 2006: Bez skazy (Nip/Tuck) jako Jill White
- 2008: Agenci NCIS (NCIS) jako Tabitha Summers
- 2012: Castle jako Lana